# Embarcação autônoma
Uma embarcação autônoma, ou veículo de superfície não tripulado, é um navio que opera sob sistemas de controle modular e tecnologia de comunicação que permitem funções de monitoramento e controle sem fio a bordo e fora de bordo, incluindo sistemas de suporte a decisões para fornecer a capacidade de operar remotamente navios sob controle semi ou totalmente autônomo.
Esta descrição implica duas alternativas genéricas que são combinadas em um navio autônomo:
1. o navio remoto em que as tarefas de operação do navio são realizadas através de um mecanismo de controle remoto, por exemplo por um operador humano em terra
2. O navio automatizado em que os sistemas avançados de apoio à decisão a bordo realizam todas as decisões operacionais de forma independente, sem a intervenção de um operador humano.[3]

## Propulsão elétrica
Um tipo de embarcação autônoma, movida a propulsão elétrica, utiliza um conjunto de energias renováveis e um sistema de bordo que produz hidrogênio, livre de carbono, da água do mar. Uma embarcação completamente autônoma, o Energy Observer, um antigo barco de regata com 30,5 metros de comprimento, 12,80 metros de largura e pesando cerca de 28 toneladas e velocidade de 8 a 10 nós, utiliza essa inovação tecnológica com a capacidade de extrair hidrogênio da própria água do mar.

## Exemplos de uso
- Navio autônomo inglês no porto de Boston.
- A embarcação autônoma de superfície não tripulada da Florida Atlantic University.
- O navio de superfície não tripulado da Marinha dos EUA, Powervent.